# Vecumnieki (novads)
Vecumnieki (łot.: Vecumnieku novads) – jeden z łotewskich novadsów, funkcjonujący w latach 2009–2021.

## Historia
Novads powstało na terenach należących przed 2009 do rejonu Bauska.
W skład novadsu wchodziło sześć pagastsów: Bārbele, Kurmene, Skaistkalne, Stelpe, Valle i Vecumnieki. Jego stolicą została wieś Vecumnieki.
Zlikwidowany w ramach reformy administracyjnej 30 czerwca 2021. Wszedł w całości w skład nowego novadsu Bauska.